# Молоди (Талицкое сельское поселение)
Молоди — деревня в Кирилловском районе Вологодской области.
Входит в состав Талицкого сельского поселения, с точки зрения административно-территориального деления — в Талицкий сельсовет.
Расстояние по автодороге до районного центра Кириллова — 70 км, до центра муниципального образования Талиц — 0,5 км. Ближайшие населённые пункты — Ожогово, Толстик, Большой Пепел.
По переписи 2002 года население — 13 человек.